# Пройсиш-Ольдендорф
Пройсиш-Ольдендорф (нем. Preußisch Oldendorf) — город в Германии, в земле Северный Рейн-Вестфалия.
Подчинён административному округу Детмольд. Входит в состав района Минден-Люббекке.  Население составляет 12 862 человека (на 31 декабря 2010 года). Занимает площадь 68,78 км². Официальный код  —  05 7 70 036.
Город подразделяется на 10 городских районов.